# 주택단지

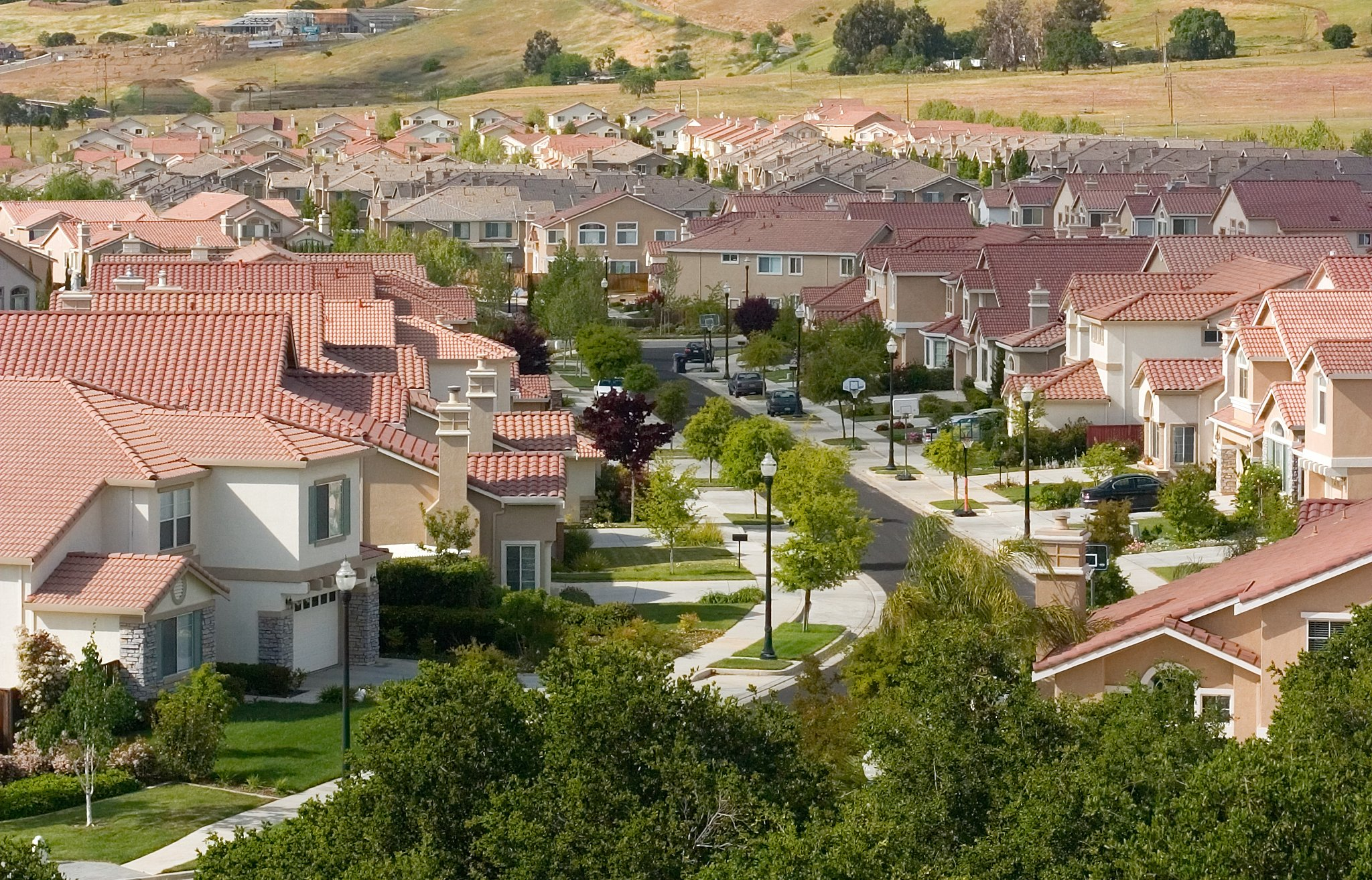
미국 산 호세의 주택단지 전경

주택단지(住宅團地, 영어: housing estate, 프랑스어: grand ensemble)는 여러 주택과 부대시설 등을 조성하는 데 사용되는 일단의 토지 또는 그렇게 조성된 일련의 주택들을 일컫는 말이다.

## 국내 사례
현행 주택법, 공동주택관리법 등에 의한 주택단지의 개념은 아래와 같이 나누어 볼 수 있다.
- 주택단지 : 주택법 제2조 제12호에 따라 사업계획 승인을 받아 주택과 그 부대시설 및 복리시설을 건설하거나 대지를 조성하는 데 사용되는 일단(一團)의 토지를 의미한다.[1] 따라서 주택단지의 개념에는 '단독주택' 위주로 구성된 주택단지(영미권에서 'housing estate'로 번역되는 개념)과 '공동주택' 위주로 구성된 주택단지(불어권에서 'grand ensemble'로 번역되는 개념)이 모두 포함된다.
  - 공동주택단지 :  공동주택관리법 제2조 제1항 제3호에 따라 주택단지가 '공동주택'으로 구성된 경우를 의미한다. 여기서 공동주택이라 함은 같은 항 제1호에 따라 하나의 건축물 안에 여러 세대 또는 주택과 부대·복리시설이 함께 들어가 있는 경우를 지칭한다.[2] 따라서 아파트 단지라는 용어는 법률상 정의된 것이 아니며, 어떠한 공동주택단지를 이루는 공동주택들이 주택법상의 아파트인지, 연립주택인지 또는 다세대주택인지 여부에 따라 구분되는 사실상의 개념이라고 할 수 있다.
    - 임대주택단지 : 공동주택관리법 제8조에 따라 '공동주택단지'가 '임대주택'만으로 구성된 경우를 의미한다. 따라서 일반적으로 공동주택단지라 함은 임대주택단지와 달리 주택들이 각 구매자에게 분양되어 민간에 의해 소유된 경우를 일컫는다.[2]
    - 혼합주택단지 : 공동주택관리법 제2조 제1항 제4호에 따라 분양되는 공동주택과 임대되는 공동주택이 혼합되어 있는 경우를 지칭한다.[2]

## 해외 사례
- 미국 : 미국의 'housing estate'는 일괄적으로 개발된 단독주택 중심의 대규모 택지를 일컫는 말이다.[3]

- 프랑스 : 프랑스의 'grand ensemble'은 한국의 아파트 단지처럼 주거용 고층건물들이 집단적으로 건축된 집합체를 일컫는 말이다.[4]

## 같이 보기
- 아파트